# Kazimierz Rosiński
Kazimierz Rosiński (ur. 21 lutego 1944 w Sobieszczanach Lubelskich – zm. 22 kwietnia 2004 w Białymstoku) – polski poeta i prozaik.
Studiował filologię polską na UMCS. Debiutował jako poeta w 1966 roku na łamach dziennika "Sztandar Ludu". W latach 1973–1975 mieszkał w Białymstoku. Od 1975 w Bydgoszczy. W 1983 przeprowadził się do Białegostoku, gdzie był członkiem redakcji miesięcznika „Kontrasty”, a następnie dziennika “Kurier Poranny”, który w 1989 współzakładał. Od 1996 do przejścia na emeryturę w 2000 pełnił funkcję zastępcy redaktora naczelnego redakcji tego czasopisma.
W 2014 został wyróżniony Odznaką Honorową Województwa Podlaskiego.

## Twórczość wybrana
- Człowiek z dusza na ramieniu
- Puszysty ptak wieczoru
- Siedlisko